# Halowe Mistrzostwa Świata w Lekkoatletyce 1993 – skok w dal mężczyzn
Skok w dal mężczyzn – jedna z konkurencji rozgrywanych podczas halowych mistrzostw świata w lekkoatletyce w 1993. Kwalifikacje i finał odbyły się 13 marca.
Do kwalifikacji zgłoszonych zostało 28 zawodników z 21 państw.
Zawody w tej konkurencji wygrał reprezentant Kuby Iván Pedroso. Drugą pozycję zajął zawodnik ze Stanów Zjednoczonych Joe Greene, trzecią zaś reprezentujący kraj triumfatora Jaime Jefferson.
Bułgarskiemu skoczkowi Danielowi Iwanowowi anulowano wyniki, jak również został jemu odebrany brązowy medal po tym, jak udowodniono u niego stosowanie dopingu.

## Wyniki

### Kwalifikacje
Źródło: 
Grupa A
| Miejsce | Zawodnik          | Państwo           | Podejście | Podejście | Podejście | Wynik | Uwagi |
| Miejsce | Zawodnik          | Państwo           | #1        | #2        | #3        | Wynik | Uwagi |
| ------- | ----------------- | ----------------- | --------- | --------- | --------- | ----- | ----- |
| 1.      | Frans Maas        | Holandia          | X         | 7,96      | -         | 7,96  |       |
| 2.      | Iwajło Mładenow   | Bułgaria          | 7,79      | X         | 7,90      | 7,90  |       |
| 3.      | Joe Greene        | Stany Zjednoczone | 7,67      | 7,56      | 7,80      | 7,80  |       |
| 4.      | Emiel Mellaard    | Holandia          | X         | 7,56      | 7,78      | 7,78  |       |
| 5.      | Ian James         | Kanada            | 7,57      | 7,61      | X         | 7,61  |       |
| 6.      | Gordon McKee      | Stany Zjednoczone | X         | X         | 7,46      | 7,46  |       |
| 7.      | Tibor Ordina      | Węgry             | 7,34      | X         | X         | 7,34  |       |
| –       | Fred Salle        | Wielka Brytania   | X         | X         | X         | NM    |       |
| –       | Robert Emmijan    | Armenia           | DNS       | DNS       | DNS       | DNS   |       |
| –       | Franck Zio        | Birma             | DNS       | DNS       | DNS       | DNS   |       |
| –       | Mark Mason        | Gujana            | DNS       | DNS       | DNS       | DNS   |       |
| –       | Obinna Eregbu     | Nigeria           | DNS       | DNS       | DNS       | DNS   |       |
| –       | Daniel Iwanow     | Bułgaria          | 7,74      | 7,95      | -         | 7,95  |       |
| –       | Spiridon Wasdekis | Grecja            | 7,73      | X         | X         | 7,73  |       |

Grupa B
| Miejsce | Zawodnik             | Państwo           | Podejście | Podejście | Podejście | Wynik | Uwagi |
| Miejsce | Zawodnik             | Państwo           | #1        | #2        | #3        | Wynik | Uwagi |
| ------- | -------------------- | ----------------- | --------- | --------- | --------- | ----- | ----- |
| 1.      | Iván Pedroso         | Kuba              | 8,00      | -         | -         | 8,00  |       |
| 2.      | Bogdan Tudor         | Rumunia           | b.d.      | b.d.      | b.d.      | 7,93  |       |
| 3.      | Zhou Ming            | Chiny             | b.d.      | b.d.      | b.d.      | 7,88  |       |
| 4.      | Ángel Hernández      | Hiszpania         | b.d.      | b.d.      | b.d.      | 7,85  |       |
| 5.      | Nai Hui-fang         | Chińskie Tajpej   | b.d.      | b.d.      | b.d.      | 7,78  | NR    |
| 6.      | Jaime Jefferson      | Kuba              | b.d.      | b.d.      | b.d.      | 7,77  |       |
| 7.      | Milan Gombala        | Czechy            | 7,59      | 7,56      | 7,69      | 7,69  |       |
| 8.      | Dietmar Haaf         | Niemcy            | X         | 7,67      | X         | 7,67  |       |
| 9.      | François Fouché      | Południowa Afryka | X         | 7,43      | 7,64      | 7,64  |       |
| 10.     | Stanisław Tarasienko | Rosja             | X         | 7,58      | 7,62      | 7,62  |       |
| 11.     | Mattias Sunneborn    | Szwecja           | X         | 5,79      | 7,61      | 7,61  |       |
| 12.     | Christian Thomas     | Niemcy            | X         | X         | 7,57      | 7,57  |       |
| 13.     | Xu Bin               | Chiny             | 7,53      | 7,10      | X         | 7,53  |       |
| –       | Armen Martirosjan    | Armenia           | DNS       | DNS       | DNS       | DNS   |       |

### Finał
Źródło: 
| Miejsce | Zawodnik          | Państwo           | Podejście | Podejście | Podejście | Podejście | Podejście | Podejście | Wynik | Uwagi |
| Miejsce | Zawodnik          | Państwo           | #1        | #2        | #3        | #4        | #5        | #6        | Wynik | Uwagi |
| ------- | ----------------- | ----------------- | --------- | --------- | --------- | --------- | --------- | --------- | ----- | ----- |
| 01 !    | Iván Pedroso      | Kuba              | 7,25      | 7,94      | 7,43      | 8,18      | 8,23      | X         | 8,23  | NR    |
| 02 !    | Joe Greene        | Stany Zjednoczone | 7,42      | 8,13      | 8,00      | X         | X         | 8,07      | 8,13  |       |
| 03 !    | Jaime Jefferson   | Kuba              | 7,85      | X         | X         | X         | 7,65      | 7,98      | 7,98  |       |
| 4.      | Frans Maas        | Holandia          | 7,69      | X         | 7,96      | X         | X         | X         | 7,96  |       |
| 5.      | Bogdan Tudor      | Rumunia           | X         | 7,78      | 7,91      | 7,89      | X         | X         | 7,91  |       |
| 6.      | Iwajło Mładenow   | Bułgaria          | 6,05      | 7,86      | 7,78      | X         | X         | X         | 7,86  |       |
| 7.      | Zhou Ming         | Chiny             | 7,66      | 7,75      | 7,84      | 7,80      | 7,53      | X         | 7,84  |       |
| 8.      | Nai Hui-fang      | Chińskie Tajpej   | X         | X         | 7,70      | NQ        | NQ        | NQ        | 7,70  |       |
| 9.      | Ángel Hernández   | Hiszpania         | X         | X         | 7,66      | NQ        | NQ        | NQ        | 7,66  |       |
| 10.     | Emiel Mellaard    | Holandia          | X         | X         | 6,77      | NQ        | NQ        | NQ        | 6,77  |       |
| –       | Daniel Iwanow     | Bułgaria          | 7,98      | 7,87      | X         | X         | X         | 7,92      | 7,98  |       |
| –       | Spiridon Wasdekis | Grecja            | DNS       | DNS       | DNS       | DNS       | DNS       | DNS       | DSQ   |       |